# Anthelidae
Anthelidae (лат.) — семейство чешуекрылых, эндемичное для Австралии и Новой Гвинеи. Относительно крупные бабочки с размахом крыльев до 70 мм. Окраска преимущественно бурая, жёлтая, песчаная, кремовая. Гусеницы большие, толстые, покрыты густыми волосками, которые собраны в пучки. Активны днём.

## Систематика
- Подсемейство Anthelinae
  - Anthela
  - Chelepteryx
  - Chenuala
  - Nataxa
  - Omphaliodes
  - Pterolocera
- Подсемейство Munychryiinae
  - Munychryia
- неопределённые подсемейства
  - Corticomis
  - Pseudodreata